# Plegadiphilus plegadis
Plegadiphilus plegadis är en insektsart som först beskrevs av Dubinin 1938.  Plegadiphilus plegadis ingår i släktet Plegadiphilus och familjen spolätare. Inga underarter finns listade i Catalogue of Life.